# Schollbrunn (Waldbrunn)
Schollbrunn ist ein Ortsteil der Gemeinde Waldbrunn im Neckar-Odenwald-Kreis in Baden-Württemberg.

## Geographische Lage
Schollbrunn liegt im südöstlichen Teil des Odenwalds in dessen Buntsandstein-Gebiet auf dem Winterhauch, einer langgezogenen Hochfläche, die 4,7 km weiter nordwestlich in dem höchsten Berg des Odenwalds gipfelt, dem Katzenbuckel (626,8 m ü. NHN). Die Ortslage liegt im Talschluss eines Taleinschnitts, der nach Süden in der Tiefensteigklinge vor Neckargerach endet. Die Gemarkung umfasst 737 Hektar, von denen 302 Hektar bewaldet sind.
Strümpfelbrunn, der Hauptort der Gemeinde Waldbrunn, liegt rund drei Kilometer nördlich der Ortsmitte von Schollbrunn. Im Nordwesten ist der Ortsteil Oberdielbach benachbart und im Osten der Ortsteil Weisbach, von dem es durch den tiefen Taleinschnitt des Weisbachs getrennt ist.

## Geschichte
Das Bestehen des Ortes lässt sich in den Schreibweisen Schalbrun und Schalbrone bis 1368 urkundlich zurückverfolgen. Zwar wird auch eine vor dieser Zeit erfolgte Gründung durch die Herren von Zwingenberg, vermutet, jedoch sind nach den ältesten erhalten gebliebenen Urkunden nur Herrschaftsrechte der Kurpfalz belegt.
Von der mittelalterlichen Pfarrkirche ist noch der wuchtige Chorturm erhalten. Er trägt in seinem Innern die Jahreszahl 1367. Das Kirchenschiff wurde in den Jahren 1736–1739 umgebaut und der Turm bekam sein glockenförmiges Dach. Die Schollbrunner Kirche war bis weit ins 19. Jahrhundert Filialkirche von Neckargerach. 1778 wurde an das bereits bestehende katholische Schulhaus ein Kapellenraum angebaut. Durch den letzten Umbau 1982/1984 wurden beide Gebäudeteile zu einer Kapelle vereinigt.
Am 1. Januar 1973 bildete Schollbrunn mit vier weiteren Gemeinden die neue Gemeinde Waldbrunn.

## Verkehr
Durch Schollbrunn führt die Landesstraße L 634 von Oberdielbach nach Neckargerach. In der Ortsmitte zweigt von ihr die Kreisstraße K 3929 in Richtung Weisbach nach Osten ab. In Oberdielbach besteht Anschluss an die L 524, die über den Winterhauch von Eberbach nach Mudau führt und im Neckartal bei Neckargerach ist die Bundesstraße 37 erreichbar.

## Töchter und Söhne des Ortes
- Andreas Hintenach (1844–1927), badisch-US-amerikanischer Benediktiner und Erzabt von St. Vincent in Pennsylvania, USA